# Parafia św. Józefa w Nienowicach
Parafia św. Józefa w Nienowicach − parafia rzymskokatolicka znajdująca się w archidiecezji przemyskiej, w dekanacie Radymno II.

## Historia
W 1983 roku w Nienowicach rozpoczęto budowę drewnianego kościoła, według projektu arch. inż. Henryka Sobolewskiego. 8 września 1985 roku bp Ignacy Tokarczuk poświęcił nowy kościół pw. św. Józefa. W 1985 roku została erygowana parafia, z wydzielonego terytorium parafii Michałówka. 
Na terenie parafii jest 870 wiernych (w tym: Nienowice – 498, Grabowiec – 119, Sośnica-Brzeg – 139, Osiedle PGR – 115).
Proboszczowie parafii:
1985–?. ks. Antoni Łyko.
?–2002. ks. Stanisław Kowal.
2002– nadal ks. Józef Tomoń.

## Kościół filialny
W 1957 roku w Grabowcu zaadaptowano dawną cerkiew na kościół filialny parafii w Michałówce. W 1985 roku wieś została przydzielona do parafii w Nienowicach. Od 2002 roku wieś posiada nowy murowany kościół, zbudowany obok cerkwi.

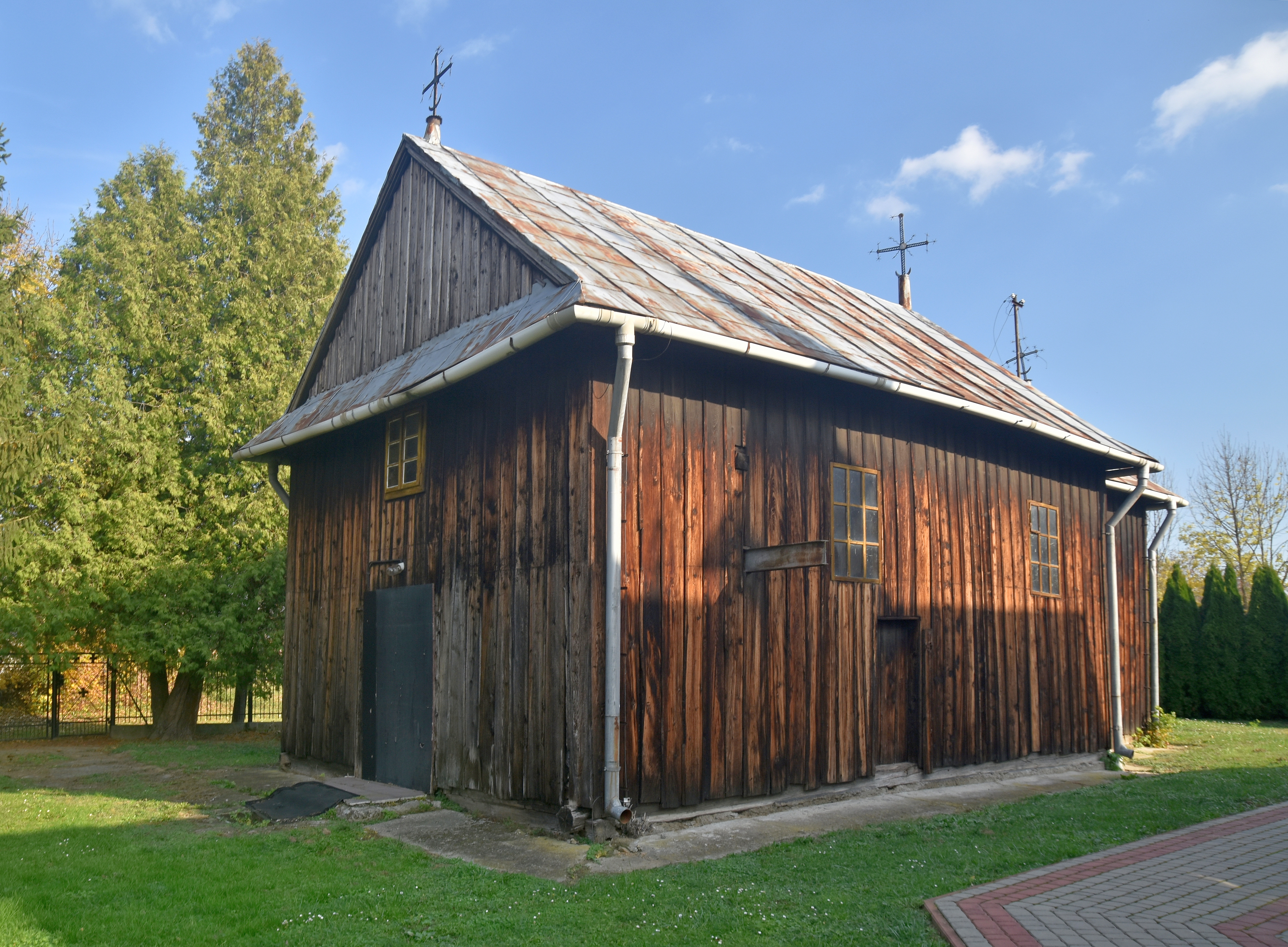
Drewniana cerkiew w Grabowcu (w latach 1957–2002) kościół filialny
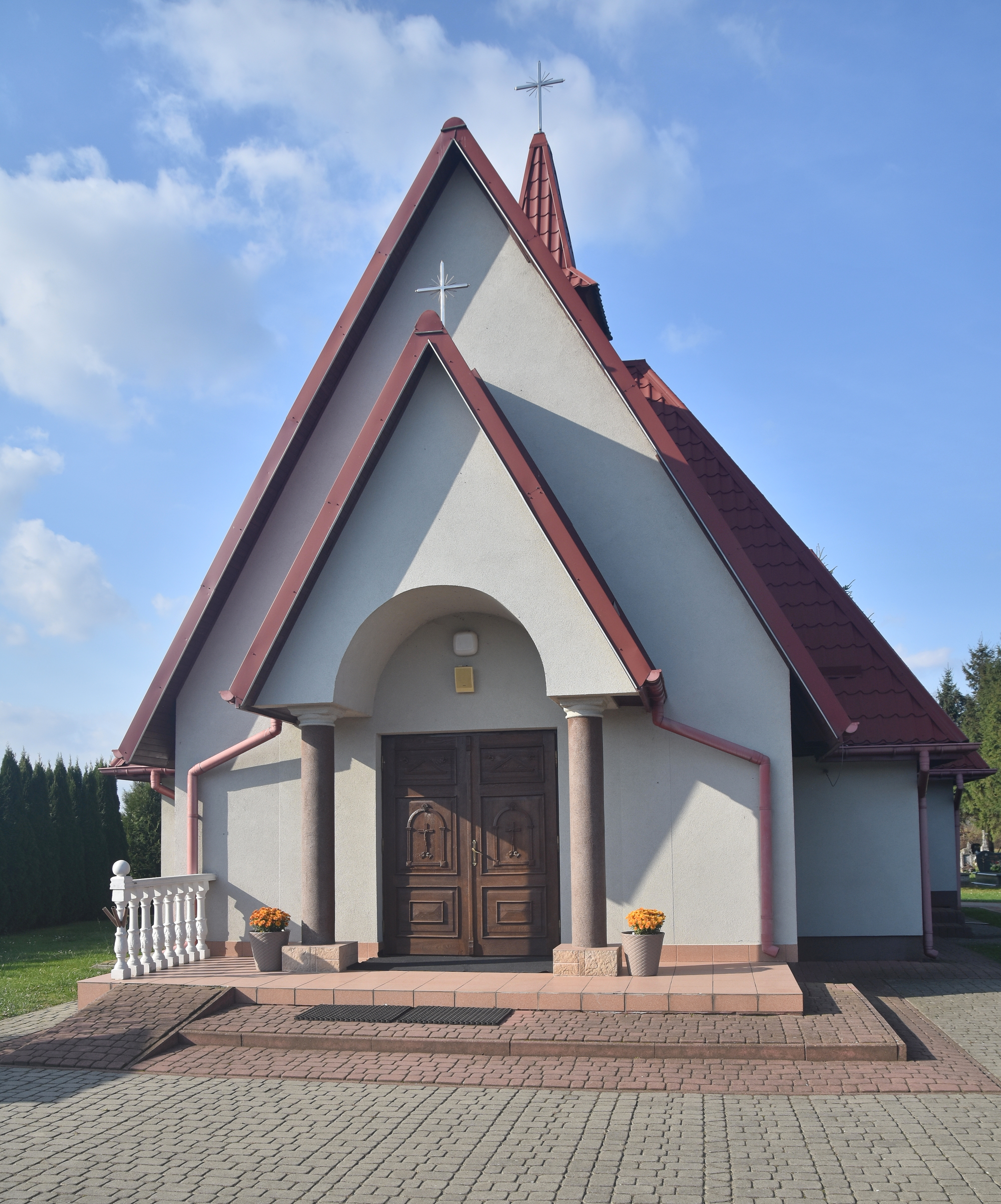
Kościół filialny w Grabowcu (od 2002)